# Chó săn gấu mèo leo cây Walker
Chó săn gấu mèo leo cây Walker (tiếng Anh: Treeing Walker Coonhound) là một giống chó săn có nguồn gốc Chó săn cáo Mỹ và Chó săn cáo Anh Quốc. Loài này có nguồn gốc ở Mỹ khi một con chó tên là "Tennessee Lead", được lai với Walker Hound trong thế kỷ 19. Chó săn gấu mèo leo cây Walker được công nhận chính thức là một giống chó Câu lạc bộ đăng ký chó thuần chủng Liên bang (UKC) vào năm 1945 và Câu lạc bộ đăng ký chó thuần chủng Mỹ (AKC) vào năm 2012.
Chó săn gấu mèo leo cây Walker được nuôi chủ yếu để săn gấu mèo, nhưng nó cũng được nuôi để săn các con mồi khác như nai, gấu hoặc sư tử núi.

## Lịch sử
Chó săn gấu mèo leo cây Walker được phát triển trong thời kỳ thuộc địa từ việc lai tạo của chó săn cáo Anh Quốc. Hai nhà lai tạo từ Kentucky, John W. Walker và George Washington Maupin, chịu trách nhiệm cho sự phát triển ban đầu của giống chó này. Những con chó mà họ lai tạo được gọi là Walker Hounds, và được sử dụng để săn gấu mèo. Trong những năm 1800, một con chó đen và nâu bị đánh cắp tên là Tennessee Lead đã được lai với Walker Hound. Tennessee Lead là giống không rõ nguồn gốc, nhưng nó đã ảnh hưởng lớn đến Walker. The Walker Coonhound, Treeing, lần đầu tiên công nhận bởi Câu lạc bộ đăng ký chó thuần chủng Liên bang (UKC) vào năm 1905,. Cái tên này sau đó đổi thành Treeing Walker Coonhound, và nó được công nhận là giống riêng biệt vào năm 1945. Nó được công nhận bởi Câu lạc bộ đăng ký chó thuần chủng Mỹ (AKC) vào tháng 1 năm 2012, biến nó thành giống chó được công nhận thứ 174 của AKC.

## Đặc điểm

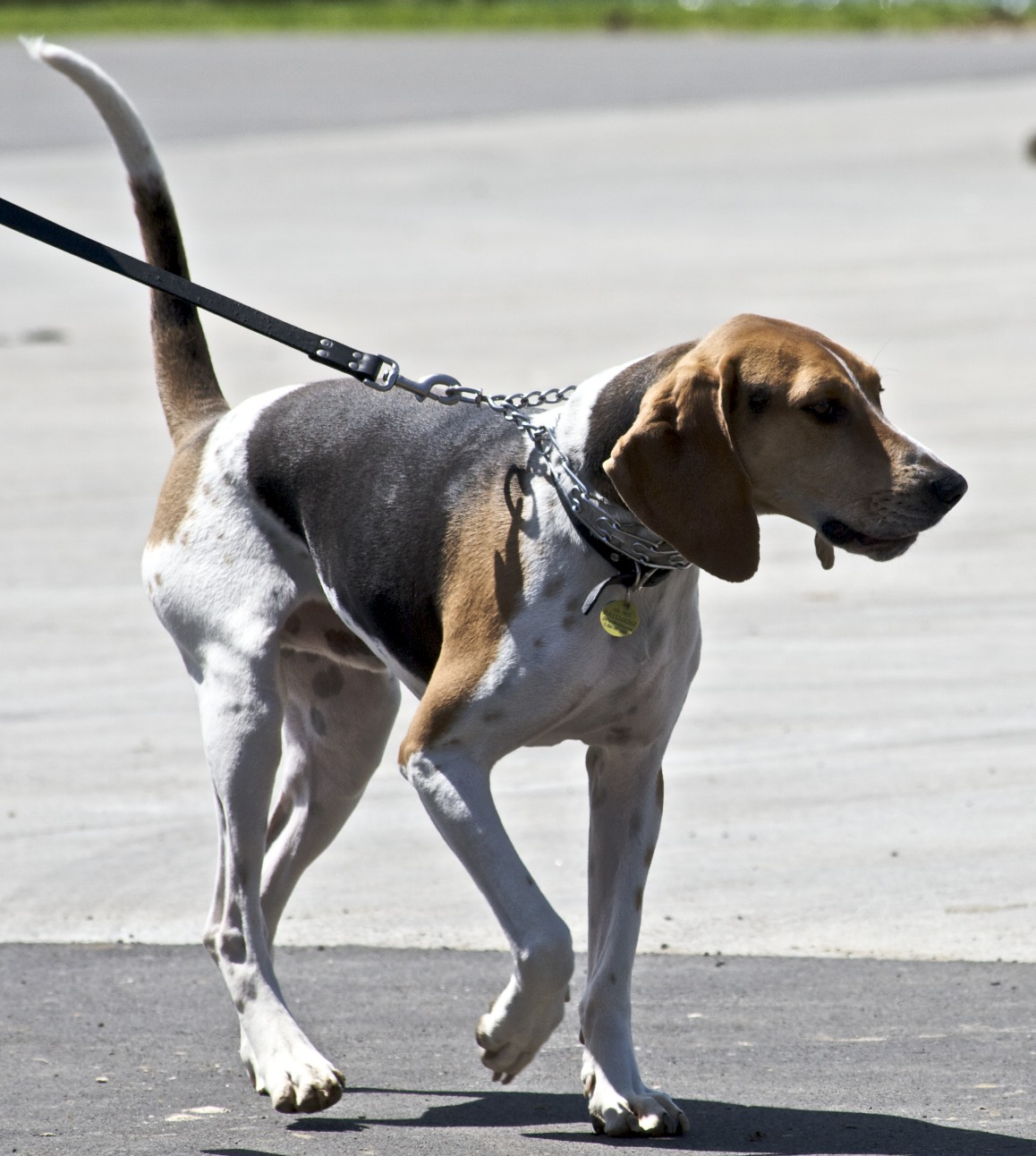
Chó săn gấu mèo Walker

### Ngoại hình
Chó săn gấu mèo leo cây Walker thuộc nhóm chó lao động. Theo tiêu chuẩn UKC, nó có thể cao từ 50 đến 69 cm khi trưởng thành, tỷ lệ với trọng lượng. Chó săn gấu mèo leo cây Walker nặng khoảng 23–32 kg.
Chó săn gấu mèo leo cây Walker có đầu thủ rộng, mõm dài và tai dài, treo, mắt màu đen. Tất cả bốn chân thẳng khi nhìn từ phía trước hoặc phía sau, với bàn chân nhỏ gọn như mèo. Bộ lông mịn và bóng và có màu tam thể và màu bi, màu trắng với màu đen và màu nâu. Màu đen và trắng hoặc màu nâu và trắng cũng được.

### Tập tính
Chó săn gấu mèo leo cây Walker có tính khí mạnh mẽ, dũng cảm trong những cuộc săn bắt. nó có thể được nuôi như một con thú cưng. Nó được mô tả là trìu mến và tốt với trẻ em, nhưng nó đồi hỏi phải được huấn luyện từ rất sớm.
Chó săn gấu mèo leo cây Walker luôn yêu thương, thông minh, tự tin và thích thú chơi với con người. Nó là những con chó đồng hành tốt và sẵn sàng làm việc với bản năng tự nhiên của chúng như một con chó săn. Ở nhà, nó yêu thích êm dịu, nhạy cảm.
Chó săn gấu mèo leo cây Walker có thể hòa thuận với những con chó khác và với trẻ em. Giống như hầu hết những con chó săn khác, chúng thậm chí còn nóng tính và khó làm phiền với con người hoặc những con chó khác nên giống chó này cần được huấn luyện khi còn nhỏ. 

### Sức khỏe

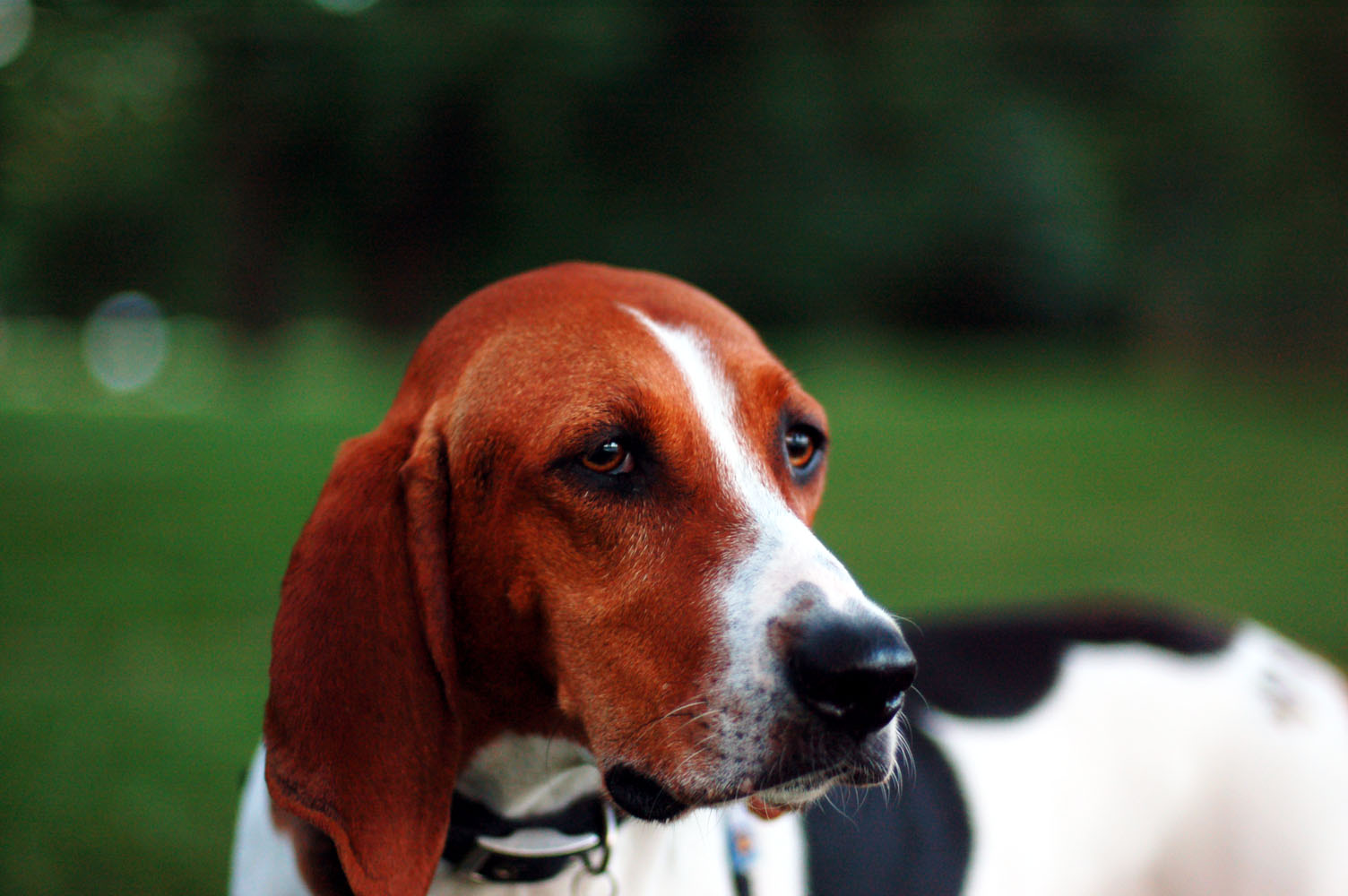
Chân dung chó săn gấu mèo leo cây Walker

Chó săn gấu mèo leo cây Walker có tuổi thọ trung bình từ 12 đến 13 năm.

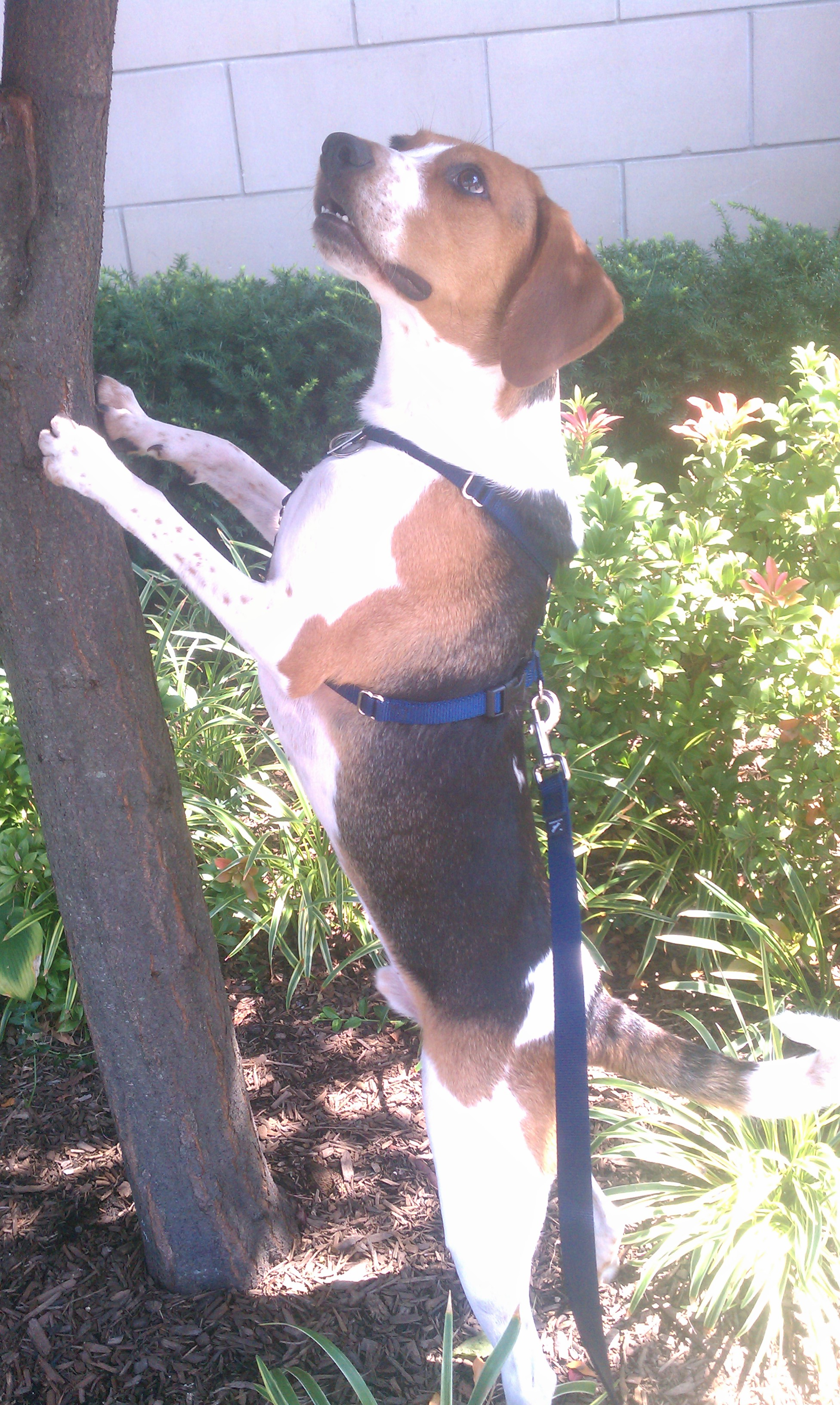
Chó săn gấu mèo leo cây

## Website chính thức
- Treeing Walker Coonhound Rarebreeds Article on Treeing Walker Coonhound
- Video and more information on Treeing Walker Coonhounds Lưu trữ ngày 1 tháng 1 năm 2019 tại Wayback Machine
- Continental Kennel Club - Treeing Walker Coonhound Standard
- AKC - Treeing Walker Coonhound Standard